# Megaselia dinda
Megaselia dinda är en tvåvingeart som beskrevs av Borgmeier 1962. Megaselia dinda ingår i släktet Megaselia och familjen puckelflugor. Inga underarter finns listade i Catalogue of Life.